# Shashi Airport
Shashi Airport är en flygplats i Kina. Den ligger i prefekturen Jingzhou Shi och provinsen Hubei, i den centrala delen av landet, omkring 190 kilometer väster om provinshuvudstaden Wuhan. Shashi Airport ligger 29 meter över havet.
Runt Shashi Airport är det tätbefolkat, med 369 invånare per kvadratkilometer. Närmaste större samhälle är Shashi, 3,7 km sydväst om Shashi Airport. Trakten runt Shashi Airport består till största delen av jordbruksmark.
Genomsnittlig årsnederbörd är 1 247 millimeter. Den regnigaste månaden är maj, med i genomsnitt 183 mm nederbörd, och den torraste är december, med 19 mm nederbörd.